# Henrik Fabricius
Henrik Fabricius (født 6. juni 1945[kilde mangler], død 23. november 2021) var en dansk ishockeyspiller, der spillede 67 landskampe for Danmark og deltog i otte VM-turneringer. Han vandt DM-titlen fem gange – to gange med KSF og tre gange med Gladsaxe.
Fabricius startede som kunstskøjteløber, hvilket gav ham en fordel, da han senere skiftede til ishockeysporten. Han var simpelthen en bedre skøjteløber end sine modstandere. Han startede sin klubkarriere hos KSF, med hvem han blev dansk mester to gange, i sæsonerne 1961-62 og 1963-64. Derefter skiftede han til lokalrivalerne Gladsaxe Skøjteløber-Forening, hvor han spillede fra 1964 til 1972 og havde sin storhedstid som en af den danske ligas bedste og mest spektakulære forwards, og han var med på klubbens tre første guldhold i 1966-67, 1967-68 og 1970-71. Henrik Fabricius scorede bl.a. det afgørende mål til 2-0 i den anden omkamp om mesterskabet i 1967-68 i skandalekampen i Esbjerg. Fra 1972 til 1975 repræsenterede han Rungsted Ishockey Klub, heraf den første sæson som spillende træner, hvorefter han vendte tilbage til Gladsaxe, hvor han sluttede sin aktive karriere i 1978.
Fabricius er den yngste landsholdsspiller i Dansk Ishockey Unions historie. Han var blot 16 år og 9 måneder, da han spillede sin første VM-turnering, B-VM 1962 i Colorado Springs, hvor holdet dog tabte alle sine fem kampe. Året efter var han igen med landsholdet til C-VM i Stockholm, hvor holdet fik sin første VM-sejr med 4-1 over Holland. Hans sidste VM-deltagelse var ved C-VM 1975 i Sofia.
Hans søn, Christian, fulgte i sin fars fodspor og blev også landsholdsspiller. Han opnåede 20 landskampe men blev aldrig udtaget til VM.
Henrik Fabricius døde i 2021, 76 år gammel, af komplikationer efter en nyreoperation.